# Gornji Poličnik
Gornji Poličnik – wieś w Chorwacji, w żupanii zadarskiej, w gminie Poličnik. W 2011 roku liczyła 140 mieszkańców.